# عربيد (الرقة)
عربيد قرية سورية تتبع ناحية سلوك في منطقة تل أبيض في محافظة الرقة. بلغ عدد سكانها 609 نسمة في عام 2004 حسب إحصاء المكتب المركزي للإحصاء.